# Ахмедов, Ислам Исмаилович
Исла́м Исмаи́лович Ахме́дов (узб. Islom Ismoilovich Ahmedov; род. 8 ноября, 1961 года; Узбекская ССР, СССР) — советский и узбекистанский футболист, игравший на позиции защитника. Ныне является футбольным тренером, а также специалистом и функционером. Работает в АФК.
Начинал карьеру в ташкентском «Пахтакоре» в 1982 году. Выступал за флагман узбекистанского футбола до 1986 года, сыграл 144 матча и забил пять голов. В последующие два годы выступал за СКА из Ростова-на-Дону (36 игр и 1 гол). В С 1988 года по 1990 год играл за ташкентский «Трактор».
В 1990 году также выступал за алма-атинский «Кайрат». В период между 1991 по 1992 годы играл за «Пахтакор-79» и «Трактор». В 1993 году играл за российский клуб «Металлург» из Красноярска (14 матчей). В 1994 году завершил карьеру в составе клуба «Кызылкум».
В том же 1994 году начал тренерскую деятельность, сначала в тренерском штабе «Кызылкума». В 1995 году входил в тренерский штаб ташкентского «Трактора». В 1996 году возглавлял бухарский «Нурафшон», а в 1997—1998 годах «Хорезм», в 1999 году тренировал «Зарафшан».
В 2000 году одновременно был назначен главным тренером юношеской и молодёжной сборной Индии. Возглавлял эти сборные до 2002 года. Между тем, в течение 2001 года параллельно являлся главным тренером национальной сборной Индии. В 2003 году возглавлял клуб из ОАЭ — «Аль-Дейд».
В 2004 году возглавил юношескую сборную Узбекистана. В 2005—2006 годах во второй раз параллельно возглавлял юношескую и молодёжную сборные Индии. В 2007—2008 годах возглавлял узбекистанский клуб «Уз-Донг-Жу», а в 2009 году клуб «Машаль». В 2010 году являлся главным тренером казахстанского клуба «Лашын», а в 2011 году киргизского клуба «Абдыш-Ата». В 2011—2012 году тренировал женскую сборную Узбекистана. В 2012 году во второй раз возглавлял «Лашын» и «Абдыш-Ату».